# Rozsochy (obwód lwowski)
Rozsochy (ukr. Розсохи, hist. 'Żędowice') – wieś na Ukrainie w rejonie lwowskim (wcześniej w rejonie przemyślańskim) należącym do obwodu lwowskiego, nad potokiem Lehinie.

## Historia
Żędowice stanowiły niegdyś gminę jednostkową. Za II RP znajdowały się w powiecie przemyślańskim województwa tarnopolskiego. 1 sierpnia 1934 w ramach reformy na podstawie ustawy scaleniowej zniesiono gminy jednstkowe, a Żędowice weszły w skład zbiorowej gminy Dobrzanica, gdzie 17 września 1934 wraz z Witosławiem utworzyły gromadę o nazwie Żędowice.
Po wojnie włączone do ZSRR.

## Zabytki
Znajduje się tu kaplica rzymskokatolicka z 1930 wg projektu Wawrzyńca Dayczaka, zamknięta po II wojnie światowej, a obecnie nieregularnie odwiedzana przez grekokatolików. Zachowała się bardzo zniszczona dzwonnica konstrukcji szkieletowej.